# Zūrāndūl
Zūrāndūl (persiska: زوراندول) är en ort i Iran.   Den ligger i provinsen Lorestan, i den västra delen av landet, 400 km sydväst om huvudstaden Teheran. Zūrāndūl ligger 976 meter över havet och antalet invånare är 229.
Terrängen runt Zūrāndūl är huvudsakligen kuperad, men norrut är den platt. Zūrāndūl ligger nere i en dal. Runt Zūrāndūl är det ganska tätbefolkat, med 72 invånare per kvadratkilometer. Närmaste större samhälle är Cham-e Dīvān, 1,2 km öster om Zūrāndūl. Omgivningarna runt Zūrāndūl är i huvudsak ett öppet busklandskap.